# Dieter W. Leitner
Dieter W. Leitner (* 2. August 1935 in Danzig-Langfuhr) ist ein deutscher Journalist, Schriftsteller, Schriftkünstler und Buchgestalter.

## Leben und Werk
Dieter W. Leitner besuchte Gymnasien in Dänemark und Darmstadt. Danach absolvierte er eine Lehre im Darmstädter Atelier Delp zum Plakat- und Schriftenmaler, die er als Kammersieger im Regierungsbezirk Darmstadt abschloss.
Ab dem Jahr 1954 studierte Leitner an der Werkkunstschule Offenbach bei Professor Herbert Post. Später studierte er auch bei Henry Gowa und Karlgeorg Hoefer. Anschließend lehrte Leitner das Gestalten von Frakturschriften an der – 1987 von Hoefer gegründeten – „Schreibwerkstatt Klingspor“ in Offenbach.
Für die Tageszeitungen Darmstädter Echo und Darmstädter Tagblatt schrieb er Artikel; besonders zu seinem Schwerpunktthema Schrift- und Buchkunst. Daneben schuf Leitner über viele Jahre Zeichnungen, die in der Frankfurter Rundschau abgedruckt wurden.
Leitner entwarf Buchumschläge und Urkunden (z. B. für den Kulturpreis der Stadt Pfungstadt und für die evangelische Kirche), Plakate, kalligrafische Blätter, Signets, Holzschnitte, Linolschnitte und  Intarsienarbeiten.
Leitner beschäftigte sich auch mit Häkeln und Sticken. Er hat einen „Buchstabenmantel“ gehäkelt und mit einem Gedicht (Omnia vincit amor) von Vergil bestickt.
Leitner gehörte 30 Jahre lang zum „Kelsterbacher Kreis“. Er ist bis heute Mitglied der „Schreibwerkstatt Klingspor“.  Dieter W. Leitner lebt in Pfungstadt.

## Ausstellungen
Leitner war auch als Ausstellungsmacher tätig:
- Im Jahr 1983 arrangierte Leitner die Ausstellung „Postscripta“ in der damaligen Pfungstädter Kunsthalle.
- Im Jahr 1989 realisierte er eine Ausstellung im Seeheimer „Blauen Ofen“, zum 65. Geburtstag seines Studienfreundes Willi Altzweig.
- Leitners eigene Arbeiten wurden in einigen Ausstellungen präsentiert, zuletzt im Jahr 2014 im Stadtmuseum Pfungstadt.

## Werke

### Als Herausgeber (Auswahl)
- Willi Altzweig: Zeichnungen. Petermann, Bad Nauheim 1989, ISBN 3-9800898-1-8.